# Jules-Arsène Garnier

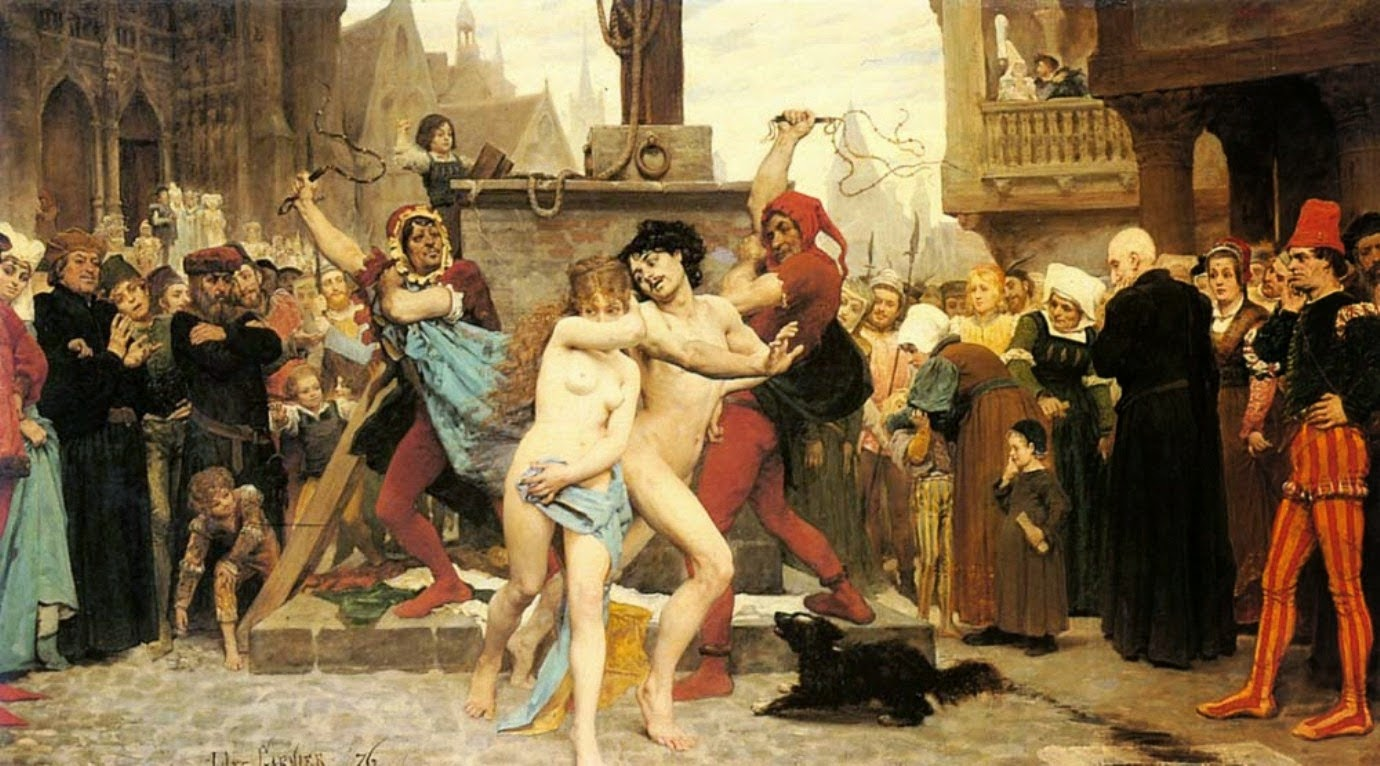
Le supplice des adultères, 1876

Jules-Arsène Garnier (* 12. Januar 1847 in Paris; † 25. Dezember 1889 ebenda) war ein französischer Maler.

## Leben
Garnier war ein Schüler des Historienmalers Jean-Léon Gérôme. Gleich seinem Lehrer fand Garnier seine Sujets in figurenreichen Kultur- und Sittenbildern der Antike; mit einer Vorliebe für die dramatische Greuelszene. Bereits mit 22 Jahren konnte Jules-Arsène Garnier anlässlich der Jahresausstellung des Pariser Salons von 1869 mit zwei Werken debütieren: „Eine Badende“ und das lüsterne Nachtbild „Mlle de Sombreuil, ein Glas Blut trinkend“.
Mit diesen beiden Gemälden hatte er auch seinen künstlerischen Durchbruch und das „schaudernde“ Publikum verlangte weiteres von ihm. Es folgten nun in rascher Folge neben einigen anderen die Sittenstudie „Das Herrenrecht“ (1872) und „Le roi s’amuse“ (1874). Zu letzterem wurde Garnier durch die Lektüre von Victor Hugo inspiriert. 1876 malte er Strafe der Ehebrecher, ein mittelalterliches Sittenbild von großer koloristischer Wirkung.
Für die große Ausstellung des Pariser Salons von 1877 schuf Garnier „Die Favoritin, welcher der Kopf der eben enthaupteten Konkurrentin gebracht wird“. Nach eigenen Angaben war die Lektüre von „Orientales“ (Victor Hugo) der Auslöser für die Entstehung dieses Werkes.
1878 stellte Jules-Arsène Garnier sein Werk „Der Befreier“ der Öffentlichkeit vor. Nach einer Notiz des „Journal officiel“ vom 17. Juni 1877 war damit der Politiker Adolphe Thiers gemeint, welcher im Mai 1871 den Aufstand der Pariser Kommune niederschlagen hatte lassen.
In seinem Spätwerk kommen dann trotz Dramatik auch fast schon humorvolle Darstellungen zur Geltung. 1879 schuf Garnier zum Beispiel „Die Versuchung“: ein frommer Einsiedler wird durch zwei nackte Frauengestalten in arge Gewissensnöte gebracht.
Sein Versuch, mit „Verteilung der Fahnen“ (14. Juli 1880) auch moderne Stoffe in großem Maßstab zu behandeln, misslang allerdings.

## Werke (Auswahl)
- Eine Badende (1869)
- Mlle de Sombreuil, ein Glas Blut trinkend (1869)
- Das Herrenrecht (1878)
- Le Droit du Seigneur (1872)
- Die Vasallenabgabe (1873)
- Die Hinrichtung einer Frau im 16. Jahrhundert (1875)
- Die Strafe der Ehebrecher [Le supplice des adultères ] (1876)
- Die Favoritin, welcher der Kopf der eben enthaupteten Konkurrentin gebracht wird (1877)
- Der Befreier (1878)
- Versuchung (1879)
- Die Verteilung der Fahnen (1880)